# Grow Home
Grow Home est un jeu vidéo d'aventure développé par une petite équipe du studio Ubisoft Reflections et édité par Ubisoft en 2015 sur Windows.
Le jeu a été créé par une petite équipe de huit développeurs au sein du studio Ubisoft Reflections qui avait pour envie de créer un jeu expérimental et de laisser libre cours à leur imagination. Le joueur y incarne un petit robot qui a pour objectif de trouver une nouvelle espèce de plante capable d'approvisionner son monde en oxygène.
Il a pour suite Grow Up.

## Système de jeu
Grow Home est un jeu de plateforme-aventure à la 3e personne. Le joueur prend le contrôle d'un robot nommé BUD (Botanical Utility Droid) qui veut sauver sa planète et doit pour cela mettre la main sur la Plante-étoile et la faire pousser tout en grimpant toujours plus haut. Le joueur est en mesure d'explorer librement le monde ouvert, et a la capacité de contrôler individuellement les mains gauche et droite de la benne de BUD, avec un bouton pour chaque main dans le but de créer des sensations d'escalade au joueur. Grâce à ses mains, BUD pourra atteindre une certaine altitude.
Tout au long du jeu, le robot sera accompagné d'un ordinateur de bord, MOM intitulé, qui informera le joueur des objectifs de gameplay.
Le jeu permet également au joueur de contrôler la plante principale en lui faisant pousser des branches que le joueur doit connecter à des îles volantes dans le but de faire pousser la plante. Ces îles peuvent contenir des cristaux permettant à BUD de remplir son énergie afin d'améliorer ses capacités et d'offrir des nouvelles mécaniques de gameplay au joueur comme un jetpack par exemple. Il est également possible de trouver des animaux, des plantes ou d'autres éléments naturels comme des chutes d'eau mais aussi des plots de téléportation permettant au joueur de se déplacer partout dans le monde rapidement et agir comme des points de sauvegarde. Le joueur peut interagir avec certains d'entre eux, par exemple, la feuille qui permet à BUD de sauter plus haut ou encore la fleur qui nous permet de planer temporairement.
Une fois que le joueur fait monter la plante à 2 000 mètres et renvoie une graine à MOM, l'objectif principal est terminé, et le joueur a le choix de finir sa partie ou de recueillir 8 graines de plus. La réalisation de ce dernier objectif déverrouille un costume spécial qui permet au joueur de sauter deux fois plus haut. Après la réussite de cet objectif, le joueur est libre d'explorer le monde immense de Grow Home.

## Développement
Grow Home a été initialement confirmé dans un post sur le blog officiel d'Ubisoft le 22 janvier 2015. Il a commencé le développement comme un projet expérimental créé par une équipe de huit personnes au sein d'Ubisoft Reflections. Après avoir testé le projet, la direction de Ubisoft a décidé de lancer officiellement le titre, qui a été développé dans un jeu complet inspiré par Le Guide du voyageur galactique et Wall-E.
Le jeu a un style graphique minimaliste, utilise l'animation procédurale et un gameplay basé sur la physique, qui permet aux objets et aux actions du joueur de s'adapter à n'importe quelle partie de l'environnement. Les développeurs recommandent d'utiliser une manette de jeu pour jouer au jeu, car elle permet au joueur une « connexion plus profonde à la mécanique de jeu ». Le jeu a été créé en utilisant le moteur Unity et, contrairement à d'autres titres Ubisoft, il ne nécessite pas Uplay pour être exécuté. Le jeu est paru le 4 février 2015 sur Steam.

## Accueil
Le gameplay du jeu a fortement contribué au succès du jeu par sa prise en main agréable favorisant les bonnes sensations d'escalade.
Les critiques apprécient également le fait qu'Ubisoft fasse de plus en plus de jeux à petits budgets mettant en avant les esprits créatifs des développeurs et leurs capacités à créer des univers particuliers avec peu de ressources comme Soldats Inconnus ou encore Child of Light.